# T-90
T-90은 러시아에서 개발한 주력 전차이다. T-90은 T-72의 파생형이며, 후속형은 T-14 아르마타 전차이다.

## 역사

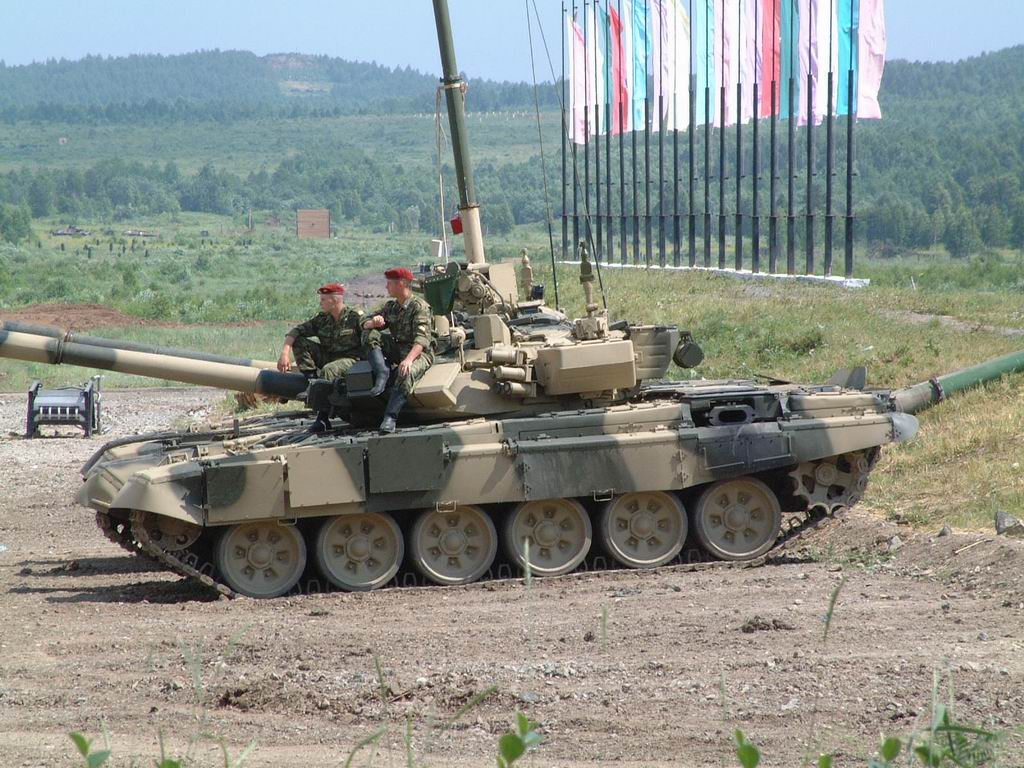
스노클(snorkel)을 세운 T-90

### 개발
1992년 러시아는 기존의 주력전차인 T-80U 전차와 T-72B 전차를 유지, 생산하고 업그레이드할 능력이 되지 않았고 두 전차의 생산은 군수산업을 맡는 옴스크와 니즈니타길의 지역 경제에 있어 상당히 중요한 부분을 차지했다. 하지만 이 시기 옴스크는 T-80U 5대, 니즈니타길의 경우 15대의 T-72B를 생산한 것이 전부였다. 이들 전차를 도입하겠다는 의사를 가진 국가를 찾을 수 없었고, 따라서 새로운 주력전차를 개발하는 계획을 세우게 된다.
이런 상황에서 러시아의 전차 수출 전략은 T-72를 수출하는 것에 크게 의존했고 같은 시기 T-80U의 화력통제시스템이 복잡했기 때문에 기존의 T-72B를 업그레이드한 T-72BM라는 파생형을 개발하기로 결정되었다. 이후 1990년에 이런 점들을 개선하면서 T-72BM는 T-72BU로 개칭되었고 이것이 T-90이다. 후에 우랄바곤자보트가 되는 니즈니타길의 카르체프-베네딕토프 개발팀이 개발한 T-90은 니즈니타길에서 먼저 생산되었으나 옴스크 또한 중앙정부와 지역정부의 논의를 통해 T-90을 생산하게 되었다.

## 도입
2001년 2월 인도 육군은 러시아로부터 310대의 T-90S 전차를 수주했고 이 중 124대는 인도 내에서 최종 조립하는 조건으로 가격을 할인받아 들여왔다.
인도에 도착한 T-90S 전차는 2004년 1월 처음 들어왔고 인도의 면허 생산판인 T-90S는 비시마라는 이름으로 처음 생산된 10대는 2009년 8월에 배치되었다. 슈토라-1 자체방어시스템과 프랑스의 탈레스사와 벨라루스의 펠렝사에서 들여온 캐서린 열화상카메라가 장착되어 있다. 인도는 2020년까지 1,640대의 T-90S 전차를 생산하기로 하는 계획을 세우기도 했다.
이후 인도 국방부는 2019년 11월 인도조병창(Ordnance Factory Board, OFB)를 통해 28억 달러에 라이선스를 구입하여 464대의 T-90S전차를 인도기갑공장에서 생산하였다.
키프로스는 2009년 1월 러시아로부터 41대의 T-90을 도입하기로 하였으나 2010년 4월 결국 T-80을 들여오기로 결정했다. 2009년 9월 사우디아라비아는 20억 달러 규모의 러시아 무기를 수주하면서 헬리콥터와 150대의 T-90S를 주문하였으며 같은 해 투르크메니스탄도 3억 달러에 10대의 T-90S를 주문하였다.
2014년 7월 이라크는 73대의 T-90S를 10억 달러에 구매하였고, 2016년 베트남이 주문한 64대의 T-90S는 2018년부터 2019년까지 베트남 인민군에 배치되었다.

## 파생형

### T-90

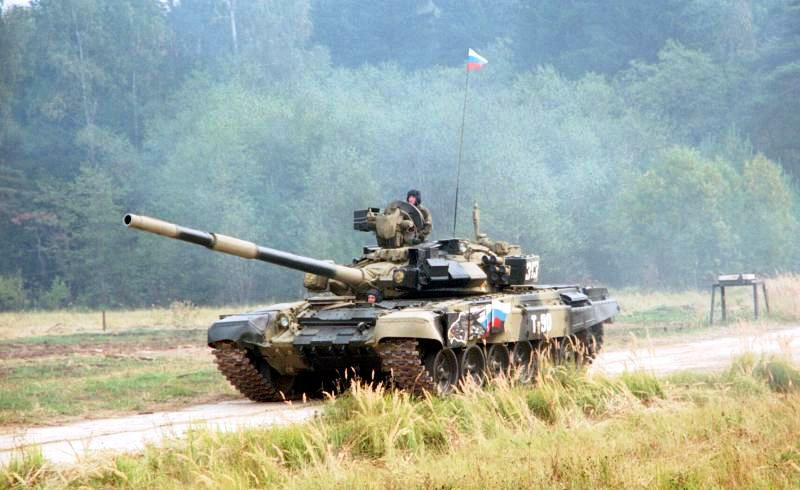

T-90의 극초기형. 이전 명칭은 T-72BU였으며 용접포탑을 장착한 이후 T-90A 사양과 달리 T-72B와 유사한 주조포탑으로 구분이 가능하다.

### T-90K
T-90의 지휘차량형이다.

### T-90A

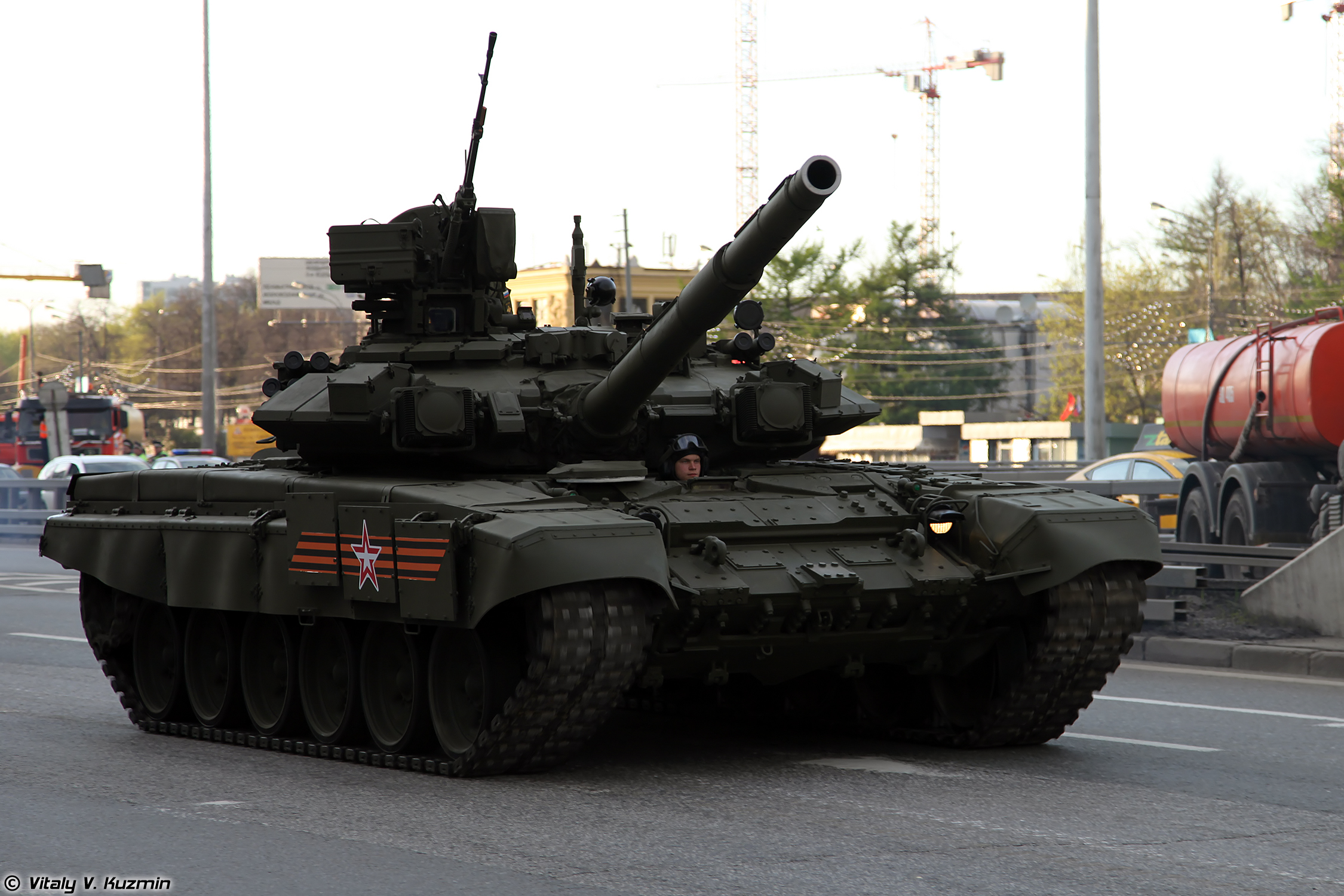

러시아군 현역 T-90중 하나로 기존의 주조포탑을 오비옉트 187의 용접포탑으로 변경했다. 상황, 지휘통제 장비 PTK-T-2로 교체한 형식을 오비옉트 188A2라 칭한다.

### T-90AK
T-90A의 지휘차량형이다.

### T-90AM

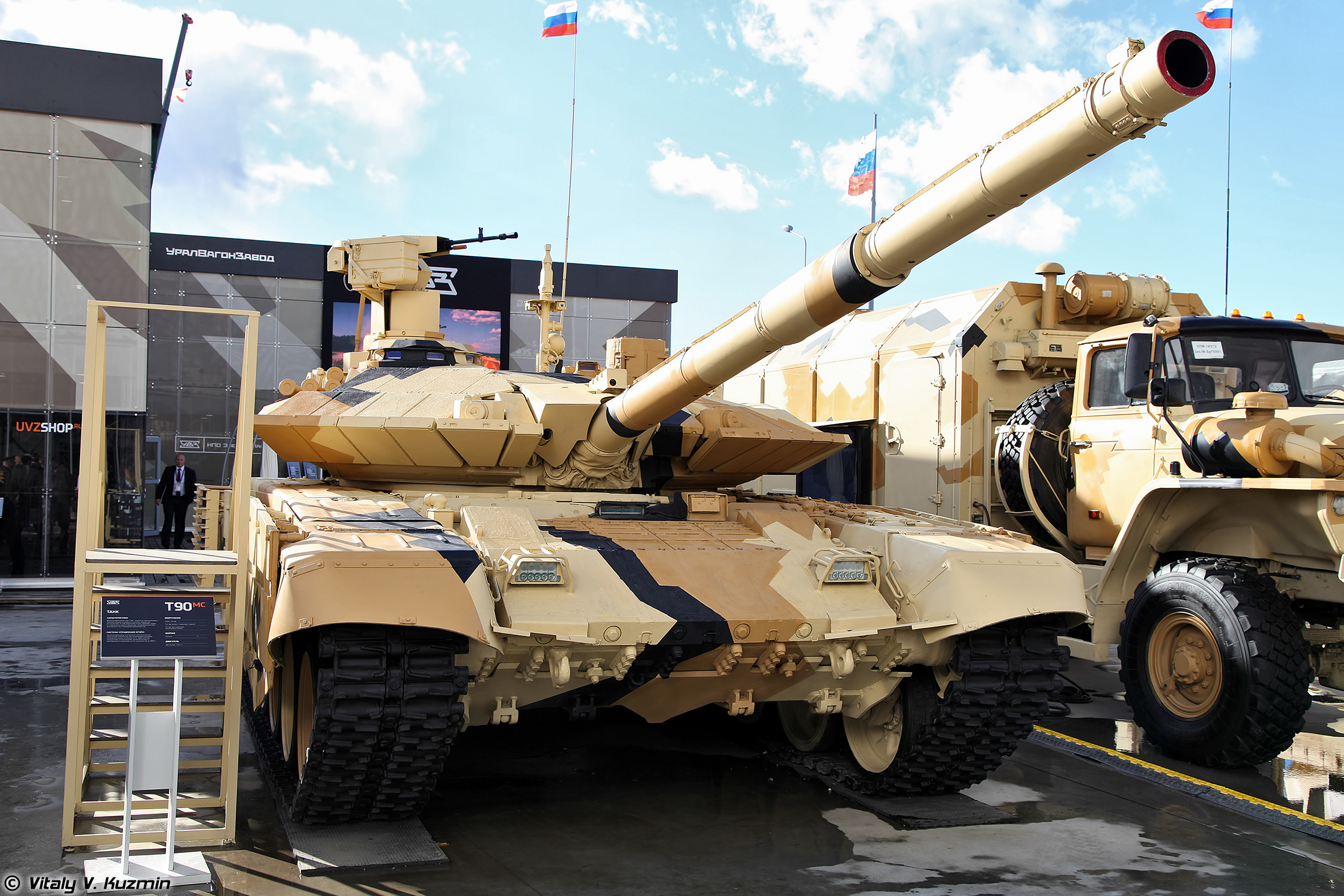

러시아군은 2000년대 후반부터 T-90 계열 전차의 현대화를 추진하였으며, 이때 러시아군 전용으로 개발된 모델이 T-90AM이다. 그러나 이미 T-90의 후속전차로 T-95가 개발중이었기 때문에 T-90AM은 최종적으로 채택되지 못했다.

### T-90MS
2011년 러시아는 T-90의 수출형인 T-90S의 후속 버전으로 취소된 T-95의 일부 기술들을 적용한 T-90MS를 공개했다. T-90AM과는 포탑 측면에서 약간 차이가 있다. "타길(호랑이)"이라는 별명도 있다. 기존의 T-90S와의 차이점은 차량은 최고 출력 1130 마력의 최신 터보차징(Turbocharging) 방식 V-92S2 4행정 디젤 엔진과 수동 모드를 갖춘 자동변속기(7단 전진, 1단 후진), 보조동력장치를 탑재하였다. 자동 변속기 탑재는 기존에 양산된 T-계열 전차들은 물론, 러시아군이 도입한 T-90M 사양보다도 진보되었으나 1단 후진은 그대로라서 4km/h의 후진속도는 여전하다.

### T-90M "프로리브-3"

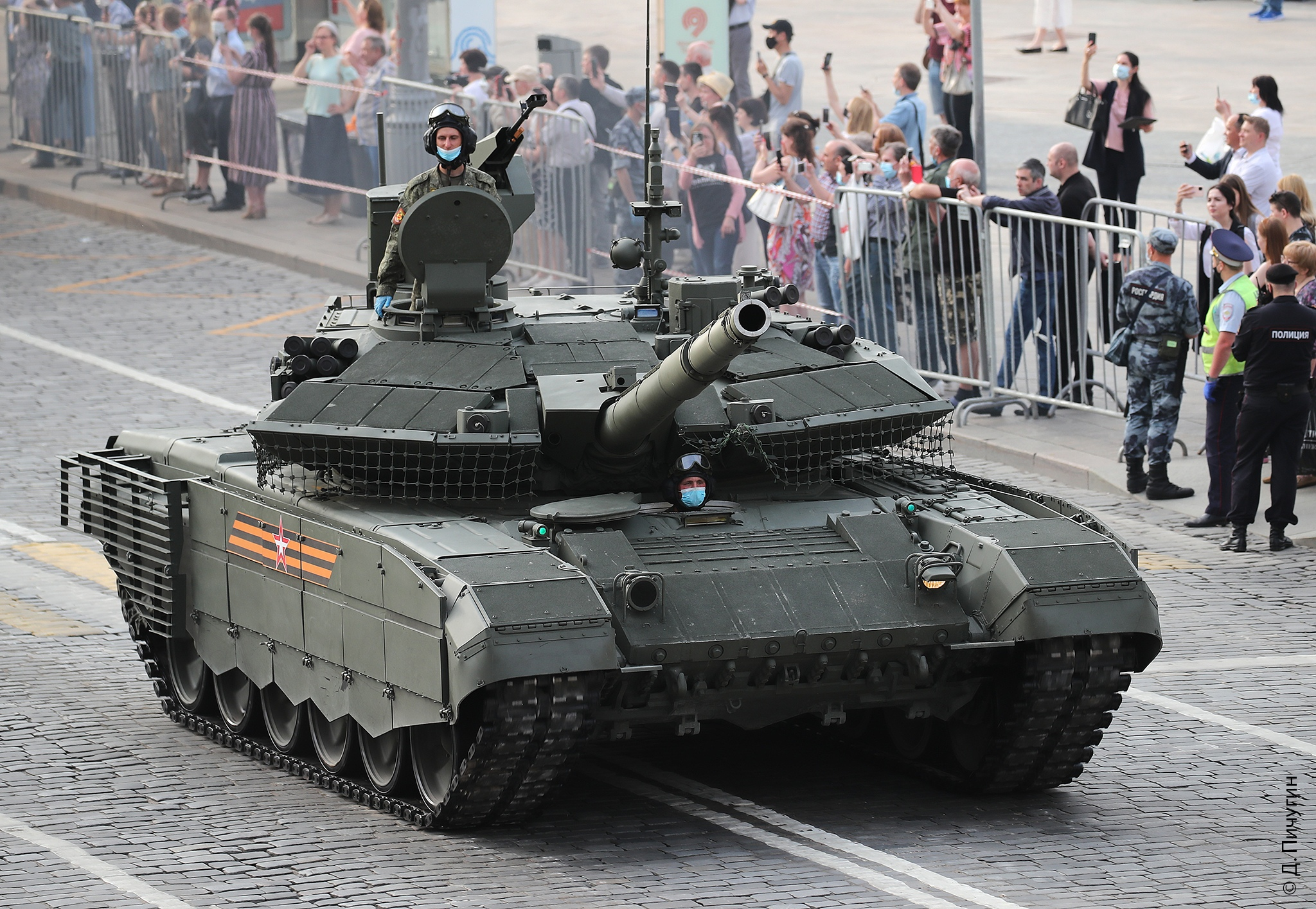

러시아군에 T-90AM이 도입되지 않으면서 러시아군의 T-90 추가 도입에 끝이 나는가 싶었으나, 2017년 초에 T-90A의 현대화 개량형 T-90M(오비옉트 188M)이 돼서야 나타났다. 정식 명칭은 T-90M 프로리브-3로, 프로리브(прорыв/Proryv)는 러시아어로 '돌파구(Breakthrough)'를 뜻한다.

### T-90S

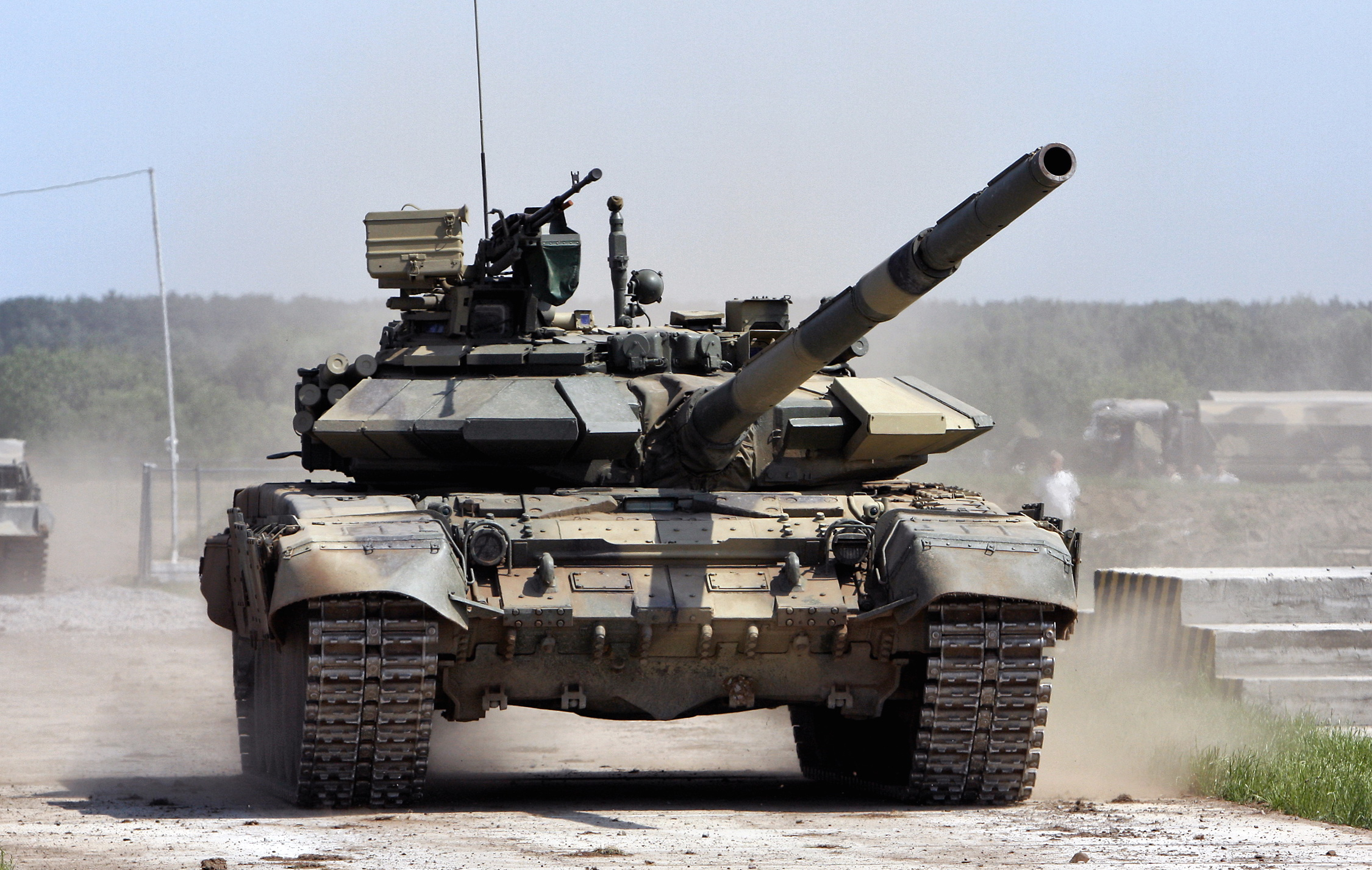

T-90과 T-90A의 수출형이다.

## 운용
- 러시아 T-90A 369대, T-90 120대, T-90M 30대
- 인도 T-90S 1400대. 직수입과 국내생산.
- 알제리 T-90SA 572대. A는 알제리라는 의미이다.
- 아르메니아 T-90S 30대
- 아제르바이잔 T-90S 100대
- 이라크 2016년 T-90S/SK 73대 주문
- 시리아
- 투르크메니스탄
- 우간다
- 베트남
- 이집트 T-90MS 500대 구매 계획
- 쿠웨이트 T-90MS 146대 구매 계획
- 파키스탄 T-90MS 600대 구매 계획

## 같이 보기
- T-72
- T-64
- T-80
- M-84, M-95 Degman, PT-91, PT-91M
- 125mm 활강포

## 참고자료
- “T-90S – Main Battle Tank”. 《ArmyTechnology》. 2020년 9월 21일에 확인함.
- “T-90”. 《Deagel.com》. 2020년 9월 21일에 확인함.
- B, David (2015년 8월 16일). “T-90”. 《The Online Tank Museum》. 2020년 9월 22일에 확인함.